# Sasha
Sasha — перший студійний альбом польської співачки Саші Струніни, виданого Sony GMG 21 вересня 2009 року. В Польщі було продано 9.000 копій альбому, який очолив чарти. З альбому вийшли два сингли, і обидва ввійшли в офіційні польські чарти. Пісні почасти по-польському, а почасти по-англійському.

## Композиції
1. «To nic, kiedy płyną łzy» 3:33
2. «Chcę zatrzymać czas» 3:26
3. «Zapomnieć chcę» 3:09
4. «Give Me Back My Money» 3:12
5. «Ucizs moje serce» 3:05
6. «Zaczaruj mnie ostatni raz» 3:46
7. «Моя мечта» 2:55
8. «My Body's on Fire» 3:39
9. «Party Like a Rockstar» 3:56
10. «When It Rains It Pours» 4:10
11. «Emely» 2:58
12. «My Body's On Fire» (реп-версія) 3:39
13. «Zaczaruj mnie ostatni raz» (спеціальна версія) 3:24

## Чарти
| Країна | Найвища позиція |
| ------ | --------------- |
| Польща | 1               |